# Aéroport de Tchoulman
L'aéroport de Tchoulman de Nerioungri est un aéroport russe situé en République de Sakha à 8 km au nord de Tchoulman, près de Nerioungri. Son trafic annuel de voyageurs s'établit aux environs de 100 000 personnes.

## Compagnies et destinations
| Compagnies       | Destinations                                                              |
| ---------------- | ------------------------------------------------------------------------- |
| Aurora           | Khabarovsk                                                                |
| S7 Airlines      | Novossibirsk-Tolmatchevo                                                  |
| Yakutia Airlines | Irkoutsk, Khabarovsk, Moscou-Vnoukovo, Novossibirsk-Tolmatchevo, Iakoutsk |

Édité le 28/04/2018